# Qusar (ville)
Pour les articles homonymes, voir Qusar.
Qusar est une ville d'Azerbaïdjan, capitale du raion du même nom.